# 体育中心站 (厦门地铁)
体育中心站（廈門話：/tʰe˥˥ iɔk̚˥ tiɔŋ˧˧ sim˥˥/）是厦门地铁2号线与3号线的地铁换乘站，位于中华人民共和国福建省厦门市思明区湖滨北路与湖滨东路交叉口地下，2号线部分于2019年12月25日开通运营，3号线部分于2021年6月25日投入运营。

## 历史
2016年7月30日，体育中心站和同属于厦门轨道交通2号线的建业路站一期围挡施工开工，两站皆属于2号线一期工程。本站主体结构施工工期在开工时预计为21个月，施工时遇到了车站周边管线密布、地质条件复杂等问题。本站施工采用“半铺盖法”，地铁工地上方设置盖板，以减少车站施工对地面交通带来的影响。2020年10月28日，体育中心站主体结构全部封顶。

## 车站结构

### 车站楼层
| 地面层   |                                      | 出入口                               |  |  |
| 地下一层 |                                      | 商店、票务服务、客服中心、进出站闸机 |  |  |
| 地下二层 |                                      | 2 往天竺山方向 （湖滨中路）          |  |  |
|          | 岛式站台，列车运行方向左侧的车门开启 |                                      |  |  |
|          |                                      | 2 往五缘湾方向 （育秀东路）          |  |  |
| 地下三层 |                                      | 3 往蔡厝方向 （人才中心）            |  |  |
|          | 岛式站台，列车运行方向左侧的车门开启 |                                      |  |  |
|          |                                      | 3 往厦门火车站方向 （湖滨东路）      |  |  |

### 出入口信息
|           |            |                       |                                                        |
|           |            |                       |                                                        |
| 編號      | 设施       | 出口指示              | 建議前往的目的地                                       |
| 1         |            | 体育中心              | 厦门广播电视中心、厦门市人民检察院、厦门市中级人民法院 |
| 2         |            | 体育中心              | 筼筜湖、南湖公园                                       |
| 3         | 升降机标志 | 体育中心              | 育秀路、体育中心南门                                   |
| 4         | 升降机标志 | 体育中心              | 厦门市槟榔小学，厦门市槟榔中学                         |
| 5         |            | 体育路、 厦门海洋学院 | 湖滨东路西、宏泰音乐厅、体育路、厦门康桥中学           |
| 6         |            | 体育路、 厦门海洋学院 | 厦门市体育局、体育中心西门、厦门市台湾艺术研究院       |
| 註： 設有 |            |                       |                                                        |

## 公交换乘
- 广电中心（近2出入口）：58路、86路、97路、301路、M35路
- 体育中心西（近6出入口）：20路、33路、46路、80路、86路、97路、115路、854路、M34路
- 体育中心（近3、4出入口）：46路、103路